# محوطه پاقلا
محوطه پاقلا مربوط به دوره اشکانیان و دوره ساسانیان است و در شهرستان دره‌شهر، بخش مرکزی، دهستان زرین دشت، ۸۰۰ متری جنوب روستای الیاس آباد واقع شده و این اثر در تاریخ ۲۶ دی ۱۳۸۶ با شمارهٔ ثبت ۲۰۶۲۲ به‌عنوان یکی از آثار ملی ایران به ثبت رسیده است.